# Roland Verreet
Roland Verreet (* 1950) ist ein belgischer Diplom-Ingenieur und Gutachter für Drahtseile. Er wird von Experten anerkennend auch als „Seilpapst“ (englisch rope pope) bezeichnet.

## Leben und Wirken
Verreet studierte in Aachen Ingenieurwesen und war danach zehn Jahre lang technischer Direktor bei einem Seilhersteller im Saarland. Danach gründete er in Aachen ein Ingenieurbüro für Fördertechnik. Er mietete eine große Halle, um dort Experimente durchzuführen. Die Patente, die er erhielt, hat er alle verkauft, damit er Neues ausprobieren kann.
Verreet doziert regelmäßig in den USA. 2018 spricht er bei der Vereinigung der Drahtseilhersteller in der Nähe von Scottsdale zum Thema „Drahtseile: von der Faser zum Stahl - und zurück zur Faser?“. Seine Drahtseilseminare werden von Dubai bis Düsseldorf, von Stavanger bis Sydney, in London, Las Vegas und Buenos Aires gebucht.
Roland Verreet war beteiligt an
- dem Katapult von Space Mountain im Disneyland Paris,
- der Entwicklung der höchsten Vertikal-Hebebrücke der Welt, Pont Gustave Flaubert,
- dem Bau von Hebekränen der NASA und
- dem Bau des größten Landkranes der Erde, dem CC 8800 Twin der Firma Demag

Verreet hat früher in der Band von Marius Müller-Westernhagen Schlagzeug gespielt.
Mit seiner Ehefrau Regine ist Verreet seit 40 Jahren verheiratet und hat mit ihr zwei mittlerweile erwachsene Söhne. Die Eheleute wohnen in Aachen-Richterich.